# Estación de Rungis - La Fraternelle
La estación de Rungis - La Fraternelle es una estación ferroviaria francesa de la línea de Choisy-le-Roi a Massy - Verrières, ubicada en el municipio de Rungis (departamento de Valle del Marne). 
Es una estación de la SNCF por la que pasan los trenes de la línea C del RER.
En 2014, la SNCF estima el uso anual de la estación en unos 878 496 viajeros.

## Intermodalidad

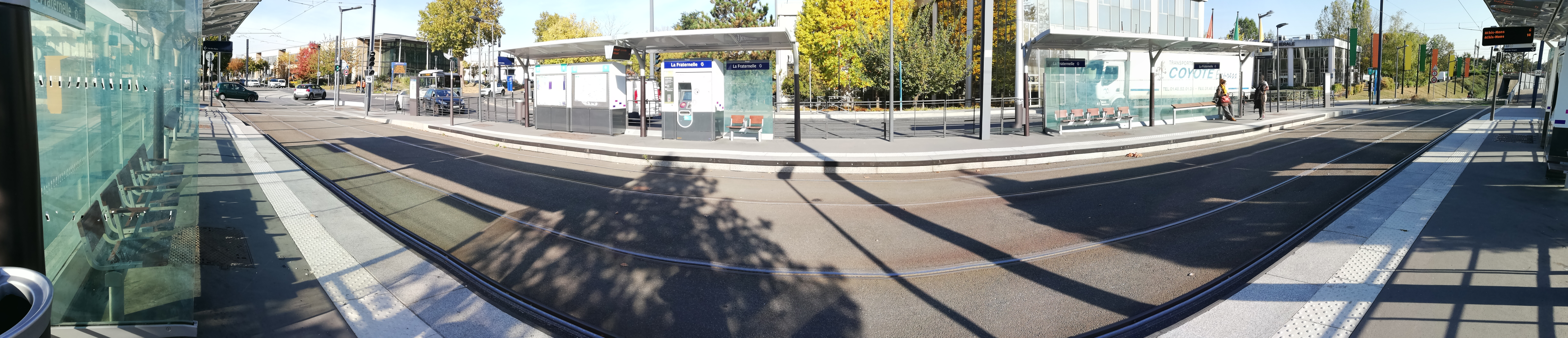
Panorama de la estación de tranvía.

La estación tiene correspondencia con:
- la Línea T7 de tranvía ;
- las líneas 131 y 319 de la RATP ;
- la línea 91.10 de autobús de la sociedad Albatrans.

## Galería de fotografías

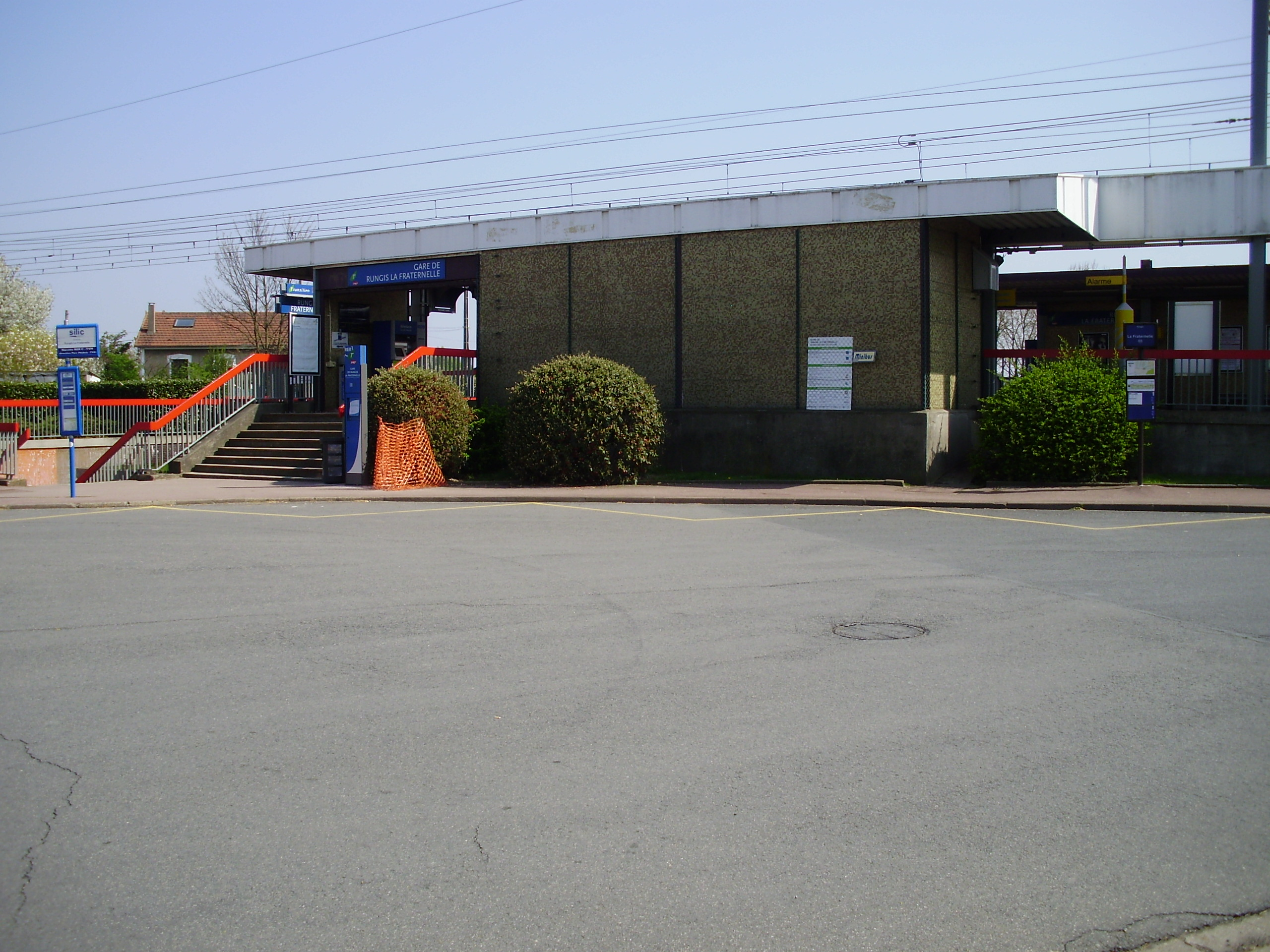
La estación vista del norte.
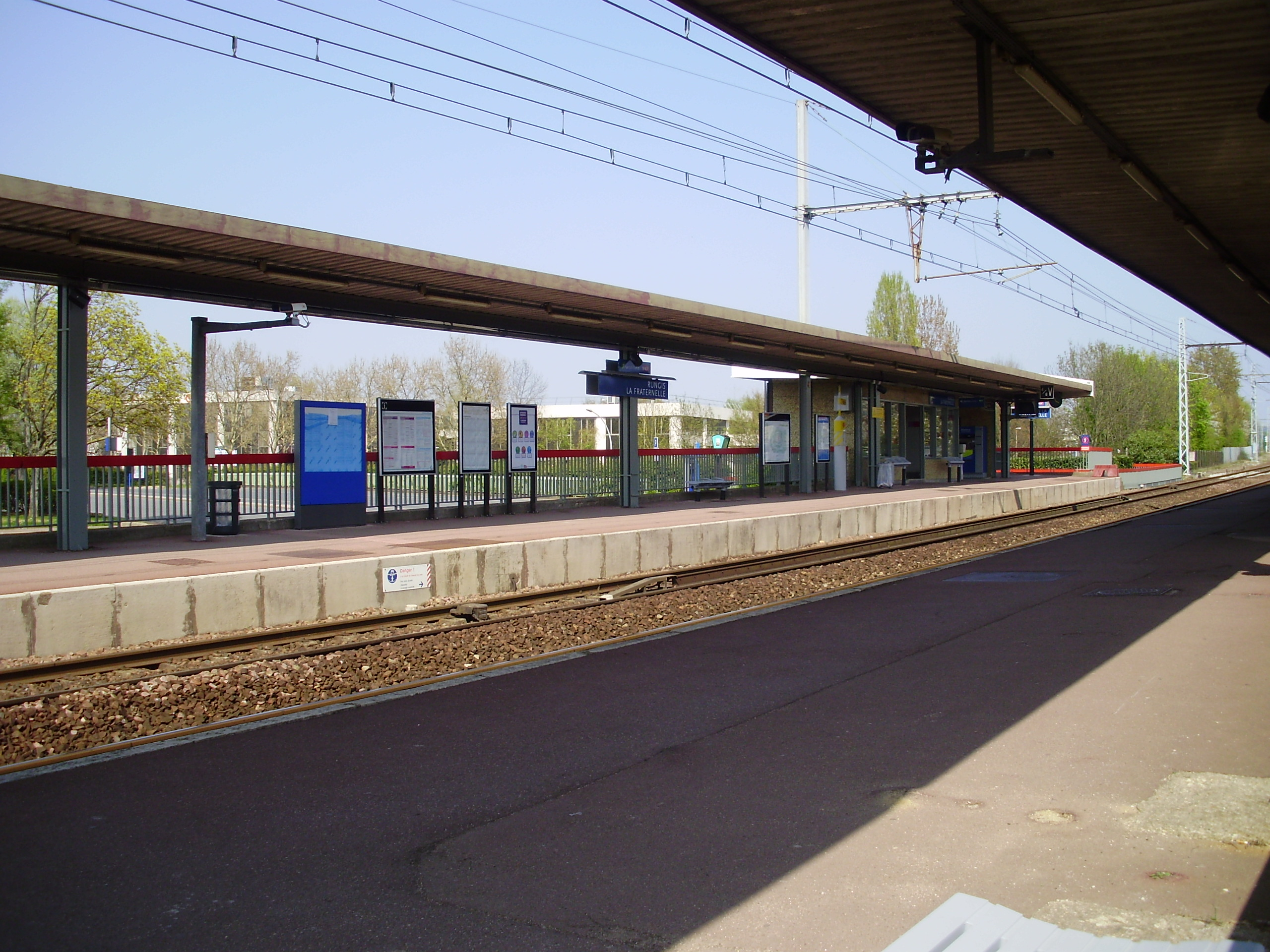
Andenes de la estación, a derecha en dirección de Choisy-le-Roi y de París.
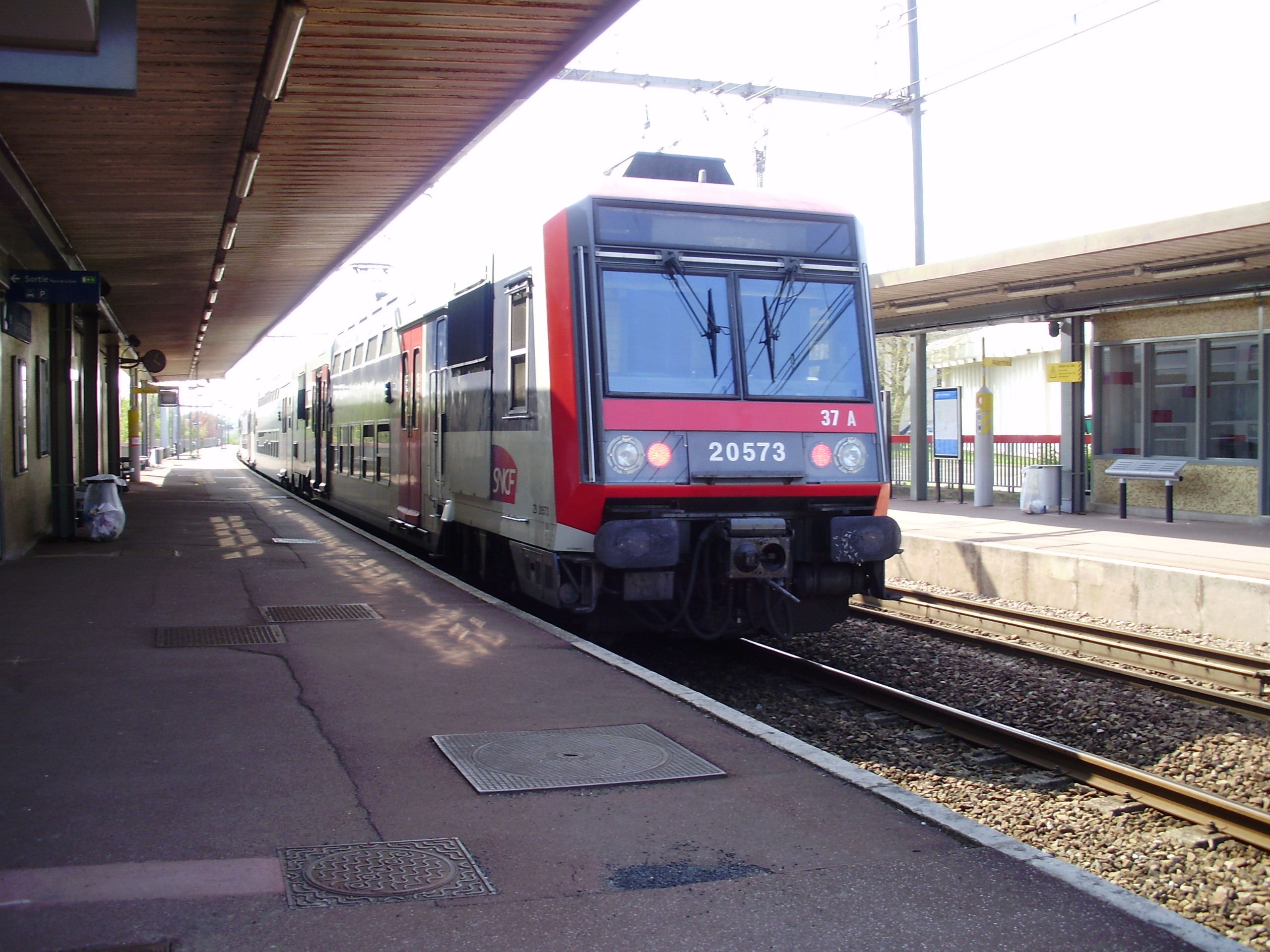
Tren en la estación.